# Samtgemeinde Zeven
Samtgemeinde Zeven er en Samtgemeinde med 4 kommuner, beliggende i den centrale del af Landkreis Rotenburg (Wümme), i den nordlige del af den tyske delstat Niedersachsen. Samtgemeindens administration ligger i byen Zeven.

## Geografi
Samtgemeinden ligger midt i landskabet Zevener Geest.

### Inddeling
Samtgemeinden består af tre kommuner og en by:
- Kommunen Elsdorf
- Kommunen Gyhum
- Kommunen Heeslingen
- Byen Zeven